# Marie Steiner
Marie Steiner, született Marija Jakovlevna von Sivers (Wlotzlawek, 1867. március 14. – Beatenberg, 1948. december 27.) művész, antropozófus.

## Élete
Apja Jacob von Sivers (1813–1882), anyja Caroline Baum (1834–1912) volt.
Marie-ék nyolcan voltak testvérek.
- 1895-ig Szentpétervárott élt
- 1895-1897. Párizsban tanul színészetet, amit abbahagyott, amikor elkezdte teozófiai tanulmányait
- 1900-ban találkozik Rudolf Steinerrel, akinek tanítványa lett
- 1908-ban megalapítják a Philosophisch-Anthroposophischen Verlag-ot
- 1912-ben egyik alapítója az Anthroposophischen Gesellschaft-nak (Antropozófiai Társaság)
- 1914-ben feleségül megy Steinerhez
- 1923-tól vezetőségi tagja az Allgemeinen Anthroposophischen Gesellschaft-nak (Általános Antropozófiai Társaság)

Marie Steiner Beatenbergben, Svájcban halt meg, 81 éves korában.

## Főbb művei
1900 előtt:
- Edouard Schuré műveinek fordításai.

Rudolf Steinerrel közösen:
- Methodik und Wesen der Sprachgestaltung
- Die Kunst der Rezitation und Deklamation
- Sprachgestaltung und Dramatische Kunst

Saját művei:
- Die Anthroposophie Rudolf Steiners
- Rudolf Steiner und die Redenden Künste

## Magyarul
- Magnóliahódolat Marie Steinernak / Magnolienhuldigung an Marie Steiner; németről ford. Hendi Ilma; s.n., s.l., 1998